# Kamel Al-Mor
Kamel Fallatah Al-Mor (La Mecca, 31 marzo 1983) è un calciatore saudita, difensore dell'Al-Entesar.